# Nicholas Johnson
Nicholas Johnson (nascido em 23 de setembro de 1934) é um acadêmico e advogado estadunidense. É autor dos livros "How to Talk Back to Your Television Set" e "Your Second Priority", e foi defensor da diversidade e da participação pública na mídia e criticou o poder das grandes corporações de comunicação. Foi comissário da Comissão Federal de Comunicações dos Estados Unidos (FCC) de 1966 a 1973. Ele deixou a FCC em 1973 e se candidatou ao Senado dos Estados Unidos pelo Partido Democrata em 1974, mas perdeu para o republicano Roger Jepsen. Ele está aposentado do magistério da Faculdade de Direito da Universidade de Iowa, com ênfase em direito das comunicações e da internet, e desde 2006 tem publicado mais de mil ensaios em seu blogue.